# 플럭서스

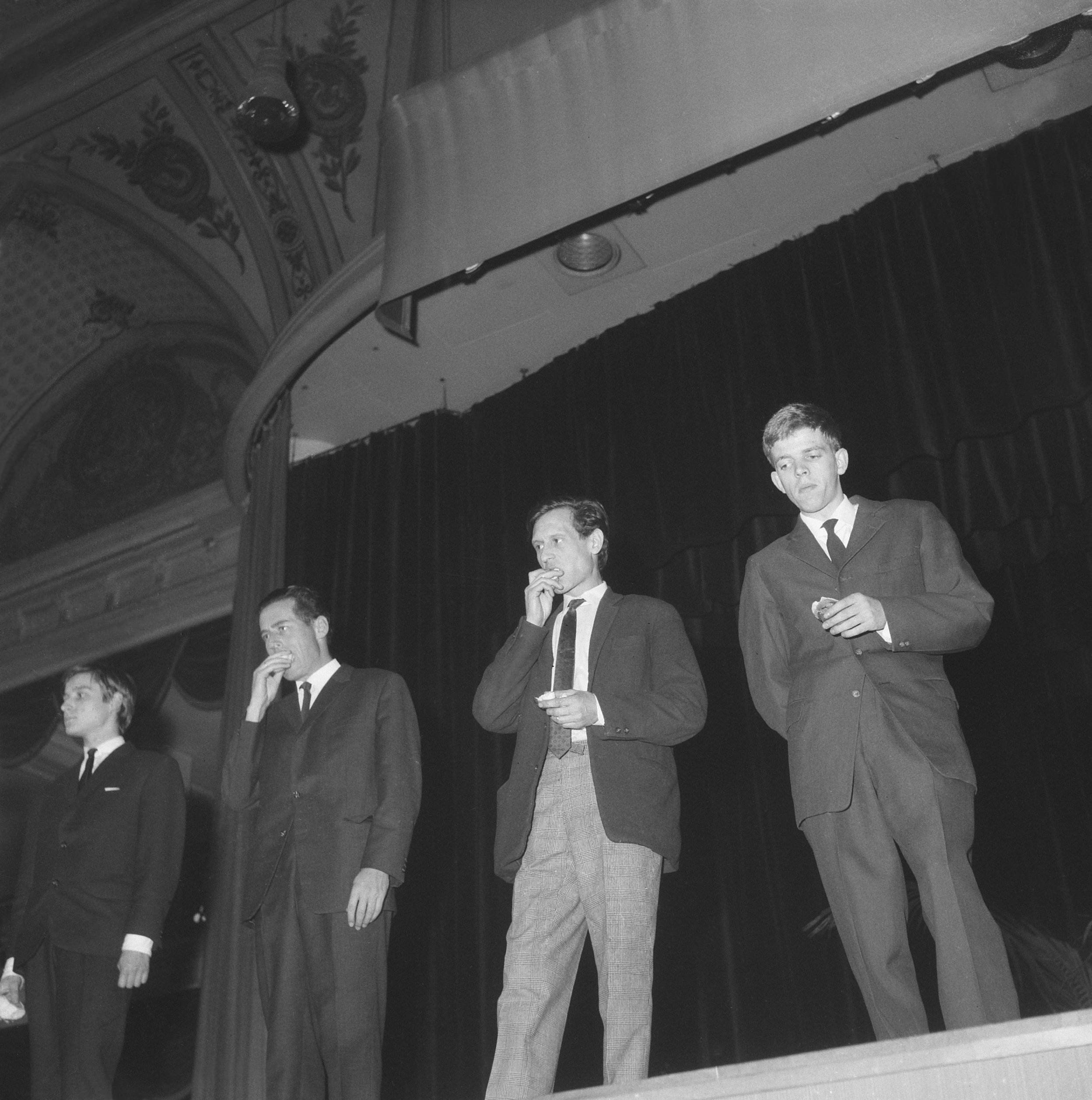

플럭서스(Fluxus)는 1960년대에 형성된 국제적인 전위예술가 집단이다. 그 시초는 미국의 리투아니아계 예술가인 조지 마치우나스가 사용한 플럭서스라는 용어에서 유래한다. 플럭서스라는 이름은 '흐름', '끊임없는 변화', '움직임'을 뜻하는 라틴어 플럭스(flux)에서 유래했다.

## 관련 예술가
- 조지 마치우나스
- 백남준
- 요제프 보이스
- 존 케이지
- 오노 요코
- 구보타 시게코
- 비타우타스 란츠베르기스
- 토머스 슈미트
- 조지 브레히트

## 같이 보기
- 보디 아트